# 雲襄伝〜波乱に満ちた江湖〜
『雲襄伝〜波乱に満ちた江湖〜』（うんじょうでん〜はらんにみちたこうこ〜、原題：云襄传、英題：The Ingenious One）は、2023年中国大陸の古装ドラマで、方白羽による新武侠シリーズ小説『千門』を原作とし、遊達志が監督を務め、陳暁、毛暁彤、唐暁天、許齢月、劉冠麟らが主演。2023年5月1日にiQIYIおよびテンセントビデオで放送された。

## あらすじ
しかし、物事は極まれば必ず反転するもので、政権を乱す原因となったため、天の怒りを買うことになる。
その中で一派は尚武を旨とし、朝廷に命を懸けて抗い、「凌淵」と名乗った。もう一派は朝政から距離を置き、世に入って商いを営み、「雲台」と名乗った。雲台と凌淵は同じ根を持つ同門であるが、それ以降百年にわたり争いを続けることとなった。

## キャスト

### メインキャスト
| 俳優                                   | 役             | 紹介 |
| 陳暁 少年時代：肖添仁                  | 云襄／駱文佳   | 駱家荘の少荘主 → 門主の直弟子 → 連昇坊の主人 → 雲台の南都事務総轄 30歳。雲襄は流し目が魅力的で、手先が早く、弁舌に長け、智略は誰にも劣らない。遊び人のように見えるが、実際は多疑かつ敏感で、心に幾重もの計算を秘める。しかし根底には仁義を貫く志士の魂を宿し、果断で深慮、天下を思う心を抱く。乱世にあって優雅な貴公子の風格を纏い、弱衣一枚であっても謀略に満ち、盤上を操って風波を鎮め、天下を平らげる。波乱万丈の生い立ちを持つが、私怨にとらわれず家国の大義を胸に、己の力だけで正義を守り、強きを挫き、内憂外患の中で危機を救い、諸派の陰謀を打ち砕く。                                               |
| 毛暁彤                                 | 舒亜男／寇蓮衣 | 25歳。颯爽たる女侠で、聡明かつ武功卓絶、非情を信条とし、行動は果断で素早く、刀を振れば一瞬で因縁を決着させる。蘇鳴玉によれば、刀法はかつての南都・舒家鏢局の「牽星刀法」に似ており、身のこなしは前朝の金翼密探の絶技に酷似している。この武芸は凌淵の者のみが習得できる秘技である。毒の知識と使用に長け、とくに凌淵秘伝の龍字号奇毒を操る。赤龍涎を使って康喬や済善堂の女主人と渡り合い、済善堂女主人が使う「游龍影」も見抜く。また、唐笑邸の地牢で「醉龍散」の毒にかからなかった。本名は寇蓮衣で、凌淵閣主・寇顔の長女にして寇元傑の姉。雲襄と出会った当初は利用目的だったが、次第に真情を抱くようになる。 |
| 唐暁天                                 | 蘇鳴玉         | 世家の御曹司 → 連昇坊主人 → 新任南都商会会長 → 解任 25歳。南都の名門出身で金銭に淡泊、義理を重んじる。天真爛漫で商売を嫌い、幼い頃から優雅に育ち、剣を手に江湖を駆けることを夢見てきた。武芸に秀で、あらゆる武功を読み解くことができる。 |
| 許齢月 子供時代：陳思嘉                | 柯夢蘭         | 連昇坊の女博頭（賭博場の胥吏長） → 連昇坊の店主 → 南都商会会長夫人 → 解任 25歳。南都一の美貌を誇り、艶やかさと品格を兼ね備える。気性は激しく、賤民籍ながらも誇り高く、義理堅く、権勢に媚びることはない。 |
| 劉冠麟 子供時代：趙継陽 青年期：史迪文 | 金彪（金十兩） | 刀客 35歳。江湖を渡り歩く刀客で、通称「金十両」。武芸は極めて高く、「洋洲第一の早業刀」と呼ばれる。外見は猛将・張飛のようだが、実は狡猾で繊細、時に感傷的。酒と金を好むが侠気に厚く、密かに仲間の遺児を援助する。のちに侍女・天胡を好きになる。 |

### 南都
| 俳優                             | 役     | 紹介 |
| 秦嵐 （ゲスト主演）              | 蘇懐柔 | 南都商会会長 → 解任 35歳。蘇鳴玉の姉で、南都の絹織物を扱う皇商一族・蘇家の現当主。落ち着きがあり優雅、性格は温和で聡明、是非を明確に判断できる人物。 |
| 王勁松 （特別主演） 青年期：黄鑫 | 戚天風 | 漕幇（船運幇）幇主 → 解任 かつての土地購入騒動および駱家荘滅門事件に関与。50歳。たたき上げで成功した人物で、見た目は冷たく痩せて寡黙だが、内面は意志が強く武芸は絶頂。秘伝の「鉄手夜叉」を修め、行動に一切の制約を受けず野心は大きい。最後は雲襄の計略に敗れ、自ら武功を廃することを強いられ、さらに漕幇の仲間も関海主によって全滅させられた。 |
| 惠英紅 （特別出演）              | 寇顔   | 凌淵の現閣主。殺伐果断で、衰退しつつあった凌淵を再興させるためやむなく南宮放を重用したが、それが内乱の原因となる。のちに実の息子の計略により暗殺される。 |
| 黄海冰 （特別出演）              | 銭栄   | 南都商会の大掌柜（総支配人） → 解任 沈着冷静な働きぶりで、蘇家の二代にわたって補佐し、忠義に厚い。蘇懐柔にとって最も信頼できる助手であり、実は隠された達人。 |
| 阮聖文 （特別出演）              | 厳駱望 | 白駒塩場の鉱監（鉱山監督）。 |
| 彭博                             | 莫不凡 | 広匯荘の主人 → 毒殺される 雲台のために情報収集や書簡の伝達を行う。同門の聞聡とは互いに干渉しない関係。 |
| 劉頔                             | 唐笑   | 南都賭博業の頂点。土地購入騒動と駱家荘滅門事件に関与。賭場を利用して不正資金を洗浄し、漕幇を通じて江北（凌淵）へ運び、さらに聞聡が投獄されるよう仕向けた。最終的に自宅の地牢で虐殺される。 |
| 任洛敏                           | 聞聡   | 雲台南都事務総轄 → 張魁の部下に射殺される 土地購入騒動と駱家荘滅門事件に関与。事件の際、唯一生き残った駱文佳（雲襄）を救い、雲台で修行させた命の恩人。また舒亜男の義父でもある。かつて戚天風を幇主に押し上げたが、恩を仇で返され投獄される。                                                                                                   |
| 郭依林                           | 天胡   | 柯夢蘭と姉妹のように親しい侍女。 |
| 都星言                           | 康喬   | 広匯荘の掌柜（支配人） → 刺殺される 雲台演武大師・鍾北斗の直弟子で最後の弟子。 |
| 郭東海 青年：張初一              | 丁義   | 漕幇の一員で戚天風の管家。のちに関海主に虐殺される。 |
| 楚鎮                             | 葉梟   | 凌淵南都総舵主で南宮放の部下。唐笑の賭場を使って資金洗浄を行う。官兵に包囲され服毒自殺する。 |
| 宋愷                             | 張魁   | 漕幇の一員で戚天風の手下。康喬に殺される。 |
| 王旭東                           | 阿忠   | 唐笑の護衛。倭人。天胡の仇討ちのために金彪に斬られる。 |
| 王子甲                           | 媚珠   | 唐笑の護衛。朝鮮人。刀槍を通さず百毒も効かない体質。女性であるため、唐笑が他の女性を弄ぶ場面を見るとたびたび我慢ならず、天胡を密かに救おうとしたが、天胡はすでに重毒に侵されていた。のちに舒亜男の活血化瘀薬により死亡。 |
| 王若麟                           | 謝光   | |
| 郭野                             | 關海主 | 海賊。莫不凡と商取引があったが、利益のために莫不凡を裏切る。最終的に南宮放と手を組む。 |
| 曹馨月                           | 賈氏   | 済善堂の女主人。 |
| 郭昶                             | 賈長安 | 済善堂の主人。 |
| 梁佳偉                           | 袁野   | 葉梟の部下で、葉梟の仇を討とうとし南宮放の反乱を促すが、逆に南宮放に利用され、忠誠を示すふりをされつつも計略で捨てられる。寇顔に報告に行かされ、逆に寇閣主に殺される。 |

### 北都
| 俳優   | 役       | 紹介 |
| 寧心   | 明珠郡主 | 福王の一人娘。柳公荃が人を捕える姿はよく見ているが、処刑や自殺は恐れて見ることができない。のちに雲襄の手配で金彪により火事から救出され、偽装死で福王の反乱事件から身を引き、柳公荃と共に辺境へ赴く。 |
| 王子睿 | 柳公荃   | 北都内衛府の指揮検事、親軍都尉府の直駕侍衛長 江南随一の神捕。雲襄と協力し福王の反乱を阻止する。明珠郡主を愛し、彼女と共に辺境へ赴く。                                                                |
| 黄暁婉 | 郭皇后   | 現皇后 → 太后 |
| 于歌   | 李波     | 北都内衛府の百戸（下級武官） 柳公荃の部下。 |

### 雲台
| 俳優   | 役     | 紹介 |
| 李洪涛 | 福王   | 門主 → 自ら焼死 北都の一品閒散王爺で、領地は洋州。現皇帝の四弟で、実は雲台の門主。南宮放と結託していた。挙兵に失敗し、その後、自ら火を放って命を絶った。 |
| 李小朋 | 鍾北斗 | 演武大師 → 刺殺される 康喬の師匠であり、また雲襄に「十息逃れ」の技を教えた人物。                                                                         |
|        |        | 雲襄の兄弟弟子。 |
|        |        | |

### 凌淵閣
| 俳優   | 役     | 紹介 |
| 馮建宇 | 寇元傑 | 凌淵閣主・寇顔の息子で、寇蓮衣の弟。かつては少主だったが、衝動的で粗暴、行動も乱暴だった。南宮放にそそのかされ、策略で母を殺して閣主の座を奪い、さらに実の姉・寇蓮衣を南宮放に贈り物として差し出した。その後、母の仇を討とうとした寇蓮衣に斬られて死亡。 |
| 冉旭   | 南宮放 | 洋州の新興豪門の主 → 大風号の両替商東家 35歳。表向きは温厚で礼儀正しいが、実際は冷酷で陰謀に長ける人物。雲襄の一族を滅ぼした元凶。凌淵閣の有力幹部でありながら、実は雲台門主・福王が凌淵閣に送り込んだ内通者。当年、聞聡を「投名状」として利用し、蘇家を巻き込んで土地買収騒動を引き起こし、商戦で聞聡を敗北させて凌淵閣に潜入した。南都の雲台門商会の勢力を抑えるため、南都に両替商を開設。寇元傑をそそのかして母殺し・閣主奪取をさせ、寇蓮衣に手を出そうとして逆に去勢されるほどの重傷を負った。 |
| 厲夢帆 | 畢月烏 | 寇元傑の部下で、少主を想う女性。寇元傑が密かに恋していた相手でもある。ある戦いで囮として利用され、南宮放に容赦なく斬殺された。これを知った寇元傑は深く悲しんだ。 |

## 受賞
| 年   | 授賞式・イベント名       | 賞名             | 受賞者・作品名                 | 結果 |
| ---- | ------------------------ | ---------------- | ------------------------------ | ---- |
| 2024 | 2024首都テレビ春の推薦会 | 年間優秀ドラマ賞 | 『雲襄伝〜波乱に満ちた江湖〜』 | 受賞 |